# Ridge Racer 2 (videojuego de 2006)
Ridge Racer 2, lanzado en Japón como (Ridge Racers 2 リッジレーサーズ2, Rijji Rēsāzu Tsu), es un videojuego de carreras arcade desarrollado por Namco Bandai Games para la consola portátil PlayStation Portable, que marca el 14.º décimo cuarto lanzamiento en la serie Ridge Racer y también la secuela de la PSP como título de lanzamiento Ridge Racer de 2004. Se estrenó en Japón el 14 de septiembre de 2006, seguido de su lanzamiento en Europa el 13 de octubre del mismo año y su lanzamiento en Australia el 19 de octubre. Sin embargo, el lanzamiento en Norteamérica fue cancelado.

## Jugabilidad
El aspecto central de toda la serie  Ridge Racer es la deriva, que es la carrera de vuelta tradicional contra oponentes con el toque adicional de intencionalmente sobreviraje y deslizando el auto a través de curvas cerradas y giros, conocido como "deriva", que le otorga al jugador varias bonificaciones durante una carrera. En la mayoría de los aspectos, Ridge Racer Portable 2 puede considerarse más una actualización que una verdadera secuela del título original de PSP: comparte el mismo motor de juego, interfaz de usuario y diseño del juego que el título anterior, e incluye casi todos Los elementos, automóviles y pistas de su predecesor.
Sin embargo, con tres veces más tiempo de juego que su predecesor, las diferencias radican en la adición de un total de 42 nuevas pistas de carreras (de las cuales 21 son pistas únicas, con dirección inversa contando como pista separada), mientras que 18 se toman de anteriores títulos en la serie Ridge Racer. Dos pistas son del original Ridge Racer, tres pistas son de Ridge Racer Revolution, cuatro pistas son de Rave Racer, ocho pistas son de R4: Ridge Racer Type 4, y cuatro pistas son de Rage Racer. Cada pista es de cada juego de PlayStation, el Ridge Racer de 1993 fue lanzado en esta secuela y se incluye como parte de este paquete. Se incluyen numerosos modos de juego nuevos para complementar los originales del título anterior, como los modos "Duelo" y "Supervivencia". Al igual que con el título anterior, el modo Carrera individual y Batalla inalámbrica todavía está incluido, aunque Carrera única pasó a llamarse Arcade.
El juego también presenta un total de 62 autos ficticios (denominados "máquinas" en todo el juego) de siete fabricantes ficticios (Kamata, Age, Danver, Gnade, Assoluto, Himmel y Soldat) que son básicos en toda la serie Ridge Racer. El complemento completo de autos está disponible para el jugador después de completar cuatro recorridos (que consisten en 16 carreras cada uno) de niveles de dificultad crecientes (Básico, Pro, EX y Max) y varios minijuegos diferentes. Además de los autos más nuevos, Ridge Racer 2 presenta "premios" que se desbloquean después de completar una gira, como abrir películas de títulos anteriores de Ridge Racer y presentaciones de demostración E3 del 2006.
Los autos de "Clase especial" de Ridge Racer Portable han sido modificados para esta versión y categorizados en dos categorías escalonadas con cuatro autos cada uno. Special Class 1 denota autos que incorporan diseños y apariencias más tradicionales tipo supercar, mientras que Special Class 2 está compuesto por diseños radicales o novedosos que cuentan con las velocidades máximas más altas posibles en el juego. Específicamente, el 'Kamata Angelus' (Clase Especial 1) ahora es un diseño de superdeportivo más tradicional, similar en apariencia al automóvil Angel de Ridge Racer Revolution, y ya no funciona con motores a reacción. El 'Soldat Crinale' (Clase Especial 1) parece similar a su encarnación anterior; mientras que el automóvil Pac-Man (Clase Especial 2) ahora se parece a un avión en miniatura en diseño (con el propio Pac-Man representado como piloto), y ya no es propulsado por hélices. El auto New Rally-X ha sido eliminado por completo y reemplazado por el 'Danver Hijack' (Clase Especial 1); un gran, supercargado camioneta. El 'Yamasa Raggio' (Clase Especial 2), que apareció en el Tokyo Auto Salon del 2006 como un muy modificado Honda NSX, es exclusivo de Ridge Racer 2 y también aparece en una película "premiada" que se desbloquea después de completar el "EX tour" del juego. El automóvil luego se convirtió en un Tomica (juguete fundido a presión) para liberación limitada. Los otros tres autos de clase especial son Age Angelus Kid (Special Class 2), Age Crinale Kid (Special Class 2) y Terrazi Wild Gang (Special Class 1).
El juego también presenta una apertura Full Motion Video, que muestra la mascota de la serie Reiko Nagase.

### Nitroso
También es notable el sistema "nitroso impulso" del juego anterior, que funciona de la misma manera que antes. El jugador tiene un Indicador Nitroso compuesto por tres tanques nitrosos, que al comienzo de una carrera están completamente agotados o solo parcialmente llenos. A medida que el jugador se desplaza por las esquinas (especialmente a muy altos ángulos de deslizamientos) durante la carrera, su indicador nitroso se llena. Cuando el jugador llena uno de los tres tanques nitrosos, se puede activar para lograr un aumento de velocidad temporal. Sin embargo, los tanques nitrosos no se pueden recargar mientras se esté usando un tanque, pero la velocidad residual aumenta cuando expira el impulso nitroso, justo antes de entrar en las esquinas para recargar los tanques nitrosos del jugador a una velocidad más rápida de lo normal. (Carga máxima).

## Música
Todas las pistas de música del juego anterior también se incluyen en este juego. Además, hubo algunos cambios en las listas de pistas de los discos, incluidas las nuevas incorporaciones Disco Remix 2 y Disco Clásico 3.
King Records lanzó un álbum de música del juego llamado Ridge Racers 2: Direct Audio (titulado al español "RIDGE RACERS 2: AUDIO DIRECTO"). Fue lanzado en Japón en octubre de 2006. La lista de pistas está abajo, y todas estas pistas son nuevas en "Ridge Racer Portable 2".

### Lista de Pistas de Audio
1. "Scream"
2. "Departure Lounge 2"
3. "Rage Racer Remix"
4. "Rotten7 Remix"
5. "Kamikaze Remix"
6. "Heart of Hearts Remix
7. "Heat Floor Remix"
8. "Paris Remix"
9. "Pearl Blue Soul"
10. "Burning Rubber"
11. "Quiet Curves"
12. "The Objective"
13. "EXH*NOTES"
14. "Euphoria" Ridge Racer V
15. "Mellow Curves"

## Recepción
El juego recibió críticas "promedio" de acuerdo con el sitio web de la agregación de revisión Metacritic.
Mientras que Ridge Racer Portable 2 todavía fue elogiado por los mismos puntos que el título anterior, los críticos se sintieron decepcionados de que el juego sea un poco diferente. El juego se ejecuta en el mismo motor gráfico y las imágenes se ven casi exactamente iguales, y los cambios más notables son cursos adicionales. En Japón, Famitsu le dio una puntuación de uno siete, dos ochos y un nueve para un total de 32/40.